# VARD 9 21
VARD 9 21 bezeichnet einen Schwergutfrachtschiffstyp.

## Geschichte
Der Schiffstyp wurde von Vard Design entworfen. Von dem Schiffstyp wurden 17 Einheiten auf drei verschiedenen Werften der Vard-Gruppe für die in Dubai ansässige Reederei Topaz Energy and Marine gebaut, die 2019 von DP World übernommen und mit P&O Maritime zu P&O Maritime Logistics verschmolzen wurde.
Die Schiffe wurden für den Transport vorgefertigter Module für die Erweiterung des Tengiz-Ölfeldes im Kaspischen Meer gebaut. Nach Abschluss des von 2018 bis 2020 durchgeführten Projektes werden die Schiffe auch in anderen Regionen eingesetzt. Neben Modulen und anderen Schwergut- oder Projektladungen können die Schiffe beispielsweise auch rollende Ladungen, Rotorblätter für Windkraftanlagen oder Container befördern.

## Beschreibung
Die Schiffe werden dieselelektrisch durch zwei Elektromotoren mit jeweils 1200 kW Leistung angetrieben. Die Elektromotoren treiben zwei Schottel-Ruderpropeller an. Die Schiffe sind mit zwei elektrisch mit jeweils 500 kW Leistung angetriebenen Bugstrahlrudern ausgestattet. Für die Stromerzeugung stehen drei von Caterpillar-Dieselmotoren des Typs C32 mit jeweils 994 kW Leistung angetriebene Generatoren zur Verfügung. Weiterhin wurde ein von einem Caterpillar-Dieselmotor des Typs C4.4 mit 99 kW Leistung angetriebener Notgenerator verbaut.
Die Schiffe verfügen über ein circa 1300 m² großes, offenes Deck. Dies ist 84,5 m lang und 16,5 m breit. Der mittlere Bereich des Decks ist auf 8,6 m Breite um etwa 1,2 m vertieft. Dieser Bereich ist vom Heck aus für rollende Ladung nutzbar. Ladegüter können nach vorne 15 m über das Deck hinausragen. Das Deck kann mit 10 t/m² belastet werden. Die Punktbelastung auf den Spanten beträgt bis zu 280 t.
Die Decksaufbauten mit der Brücke befinden sich im vorderen Bereich der Schiffe. Die Einrichtungen für die Schiffsbesatzung sind auf zwei Decks untergebracht. An Bord stehen 14 Einzel- und zwei Doppelkabinen zur Verfügung, so dass insgesamt 18 Personen untergebracht werden können.
Der Mast der Schiffe ist für die Unterquerung von Brücken klappbar.

## Schiffe
| VARD 9 21     | VARD 9 21 | VARD 9 21   | VARD 9 21                           | VARD 9 21                  |
| Bauname       | Baunummer | IMO- Nummer | Kiellegung Ablieferung              | Umbenennungen und Verbleib |
| ------------- | --------- | ----------- | ----------------------------------- | -------------------------- |
| Topaz Ishim   | 855       | 9812183     | 21. November 2016 16. November 2017 |                            |
| Topaz Lena    | 856       | 9812195     | 31. Oktober 2016 19. Februar 2018   |                            |
| Topaz Neva    | 857       | 9812200     | 2. November 2016 6. März 2018       |                            |
| Topaz Svir    | 858       | 9812212     | 9. November 2016 12. April 2018     |                            |
| Topaz Tobol   | 859       | 9812224     | 29. Mai 2018                        |                            |
| Topaz Amur    | 860       | 9811567     | 5. September 2016 5. Juli 2017      |                            |
| Topaz Belaya  | 861       | 9811579     | 15. August 2017                     |                            |
| Topaz Don     | 862       | 9811581     | 9. November 2016 10. Oktober 2017   |                            |
| Topaz Kama    | 863       | 9811593     | 16. November 2016 7. Dezember 2017  |                            |
| Topaz Pechora | 864       | 9811608     | 30. November 2016 6. Februar 2018   |                            |
| Topaz Ural    | 865       | 9811610     | 9. Dezember 2016 4. April 2018      | 2023: Jawar 31             |
| Topaz Chu     | 866       | 9812250     | 10. November 2016 2. Oktober 2017   |                            |
| Topaz Moskva  | 867       | 9812262     | 15. Dezember 2016 15. Januar 2018   |                            |
| Topaz Ob      | 868       | 9812274     | 15. Dezember 2016 31. Juli 2018     |                            |
| Topaz Ruza    | 869       | 9812286     | 14. Dezember 2016 29. August 2018   |                            |
| Topaz Volga   | 875       | 9816971     | 8. Dezember 2016 28. Juni 2018      |                            |
| Topaz Zeya    | 876       | 9817597     | 20. Dezember 2016 22. Mai 2018      |                            |

Die Schiffe wurden ursprünglich teilweise unter der Flagge Russlands mit Heimathafen Astrachan und teilweise unter der Flagge der Marshallinseln mit Heimathafen Majuro betrieben.